# Deci (proscrit)
Deci (en llatí Decius) era un ciutadà romà mencionat per Appià com un dels inclosos a les proscripcions establertes quan es va formar el triumvirat de Marc Antoni, Octavi i Lèpid. Deci, en conèixer que el seu nom era a la llista, va fugir ràpidament junt amb Ciló. Però al sortir de les portes de Roma, els centurions els van reconèixer i van ser executats.